# Линија 3 (Атински метро)
Линија 3 атинског метроа је линија која иде од станице Општинско позориште на западу до станице Дуксис Плакентијас или аеродрома на истоку, преко Синтагме. Већина возова на линији 3 почиње или завршава на станици Дуксис Плакентијас: директна линија до аеродрома полази сваких 36 минута и дели већи део продужене руте са приградском железницом.  Са својом дужином, што га чини најдужом линијом система.
Линија 3 пружа директну, иако ретку линију између луке Пиреј и међународног аеродрома у Атини, путовање које траје до 59 минута.  Заједнички део са атинском приградском железничком пругом према аеродрому је средњи део на површини аутопутева А6 и А64.
Први пут је отворен 28. јануара 2000. заједно са Линијом 2, између станица Етники Амјна и Синтагма.  2012. започели су грађевински радови на последњем подземном проширењу до Општинског позоришта у Пиреју који је завршен 10. октобра 2022.  

## Возни парк
Двонапонски РОТЕМ-ов склад са већим пртљажним простором се користи за услуге до Међународног аеродрома у Атини . Линија 3 шинска возила користе 750 В ДЦ трећу шину сакупљање струје између Димотико театра и Доукиссис Плакентиас, мењајући се на 25 кВ АЦ надземну контактну мрежу док раде на атинској приградској железници за приступ до/са аеродрома.

## Проширење до Пиреја
1. марта 2012. потписан је уговор између Attiko Metro S.A. и заједничког предузећа за изградњу продужетка Линије 3 од Хаидарија до Пиреја, дуга 7,6 км са шест станица. Проширење на Никају 2020. довело је општине Коридаллос и Никаја у слив мреже, опслужује приближно 132.000 путника на дневној бази и по завршетку 2022.  повезује се са луком Пиреј, највећом путничком луком у Европи  са Међународним аеродромом у Атини за само 1 сат.  Датуми завршетка последње три станице су следећи:
- Маниатика (10. октобар 2022.)
- Пиреј (10. октобар 2022.)
- Општинско позориште (10. октобар 2022.)

## Контроверза о возном реду
1. новембра 2018. STASY је увео нови ред вожње који је укинуо директне метро услуге до аеродрома из центра града, због недостатка резервних делова за флоту. У то време, путници од центра града до аеродрома морали су да се преселе у Doukissis Plakentias. Пријем промена у реду вожње био је у великој мери негативан: негативан пријем укључивао је притужбу генералног секретара Министарства саобраћаја, Таноса Вурдаса, у којој се тврди да је STASY-у потребно министарско одобрење да укине возове на аеродрому.  9. новембра 2018. STASY је одлучио да поново успостави првобитни образац услуге, од 10. новембра 2018. 

## Станице
Називи станица на овој табели, на енглеском и грчком језику, написани су према ознакама. Већина станица на Линији 3 има два колосека и два бочна перона: Egaleo, Ethniki Amyna, Koropi, Monastiraki, Paiania–Kantza и Pallini имају два колосека и један острвски перон. Аеродром у Атини има три колосека и две острвске платформе, али метро возови могу да користе само средњи колосек.
| ¤ | Ограничена услуга једног воза на сваких 36 минута |
| † | Терминална станица                                |
| # | Трансфер станица                                  |

| Станица српски      | Станица грчки              | Слика | Општина                       | Датум отварања     | Координате                                                |
| ------------------- | -------------------------- | ----- | ----------------------------- | ------------------ | --------------------------------------------------------- |
| Општинско позориште | Δημοτικό Θέατρο            |       | Пиреј                         | 10. октобар 2022.  | 37° 56′ 34″ С; 23° 38′ 50″ И / 37.942905° С; 23.647350° И |
| Пиреј               | Πειραιάς                   |       | Пиреј                         | 10. октобар 2022.  | 37° 56′ 53″ С; 23° 38′ 32″ И / 37.948100° С; 23.642265° И |
| Маниатика           | Μανιάτικα                  |       | Пиреј                         | 10. октобар 2022.  | 37° 57′ 34″ С; 23° 38′ 23″ И / 37.959545° С; 23.639780° И |
| Никаја              | Νίκαια                     |       | Никеја-Ајос Јоанис Рендис     | 7. јул 2020.       | 37° 57′ 57″ С; 23° 38′ 51″ И / 37.965745° С; 23.647550° И |
| Коридалос           | Κορυδαλλός                 |       | Коридалос                     | 7. јул 2020.       | 37° 58′ 37″ С; 23° 39′ 01″ И / 37.977050° С; 23.650405° И |
| Агија Варвара       | Αγία Βαρβάρα               |       | Агија Варвара                 | 7. јул 2020.       | 37° 59′ 23″ С; 23° 39′ 34″ И / 37.989710° С; 23.659320° И |
| Агија Марија        | Αγία Μαρίνα                |       | Агија Варвара                 | 14. децембар 2013. | 37° 59′ 49″ С; 23° 40′ 02″ И / 37.996860° С; 23.667130° И |
| Егалео              | Αιγάλεω                    |       | Егалео                        | 26. мај 2007.      | 37° 59′ 29″ С; 23° 40′ 54″ И / 37.991420° С; 23.681690° И |
| Елеонас             | Ελαιώνας                   |       | Егалео                        | 26. мај 2007.      | 37° 59′ 16″ С; 23° 41′ 36″ И / 37.987725° С; 23.693375° И |
| Керамеикос          | Κεραμεικός                 |       | Атина                         | 26. мај 2007.      | 37° 58′ 43″ С; 23° 42′ 39″ И / 37.978715° С; 23.710940° И |
| Монастираки         | Μοναστηράκι                |       | Атина                         | 22. април 2003.    | 37° 58′ 36″ С; 23° 43′ 33″ И / 37.976615° С; 23.725905° И |
| Синтагма            | Σύνταγμα                   |       | Атина                         | 28. јануар 2000.   | 37° 58′ 29″ С; 23° 44′ 08″ И / 37.974790° С; 23.735535° И |
| Евангелисмос        | Ευαγγελισμός               |       | Атина                         | 28. јануар 2000.   | 37° 58′ 33″ С; 23° 44′ 48″ И / 37.975900° С; 23.746560° И |
| Mегаро Мусикис      | Μέγαρο Μουσικής            |       | Атина                         | 28. јануар 2000.   | 37° 58′ 46″ С; 23° 45′ 13″ И / 37.979370° С; 23.753515° И |
| Амбелокипи          | Αμπελόκηποι                |       | Атина                         | 28. јануар 2000.   | 37° 59′ 13″ С; 23° 45′ 27″ И / 37.986945° С; 23.757600° И |
| Панорму             | Πανόρμου                   |       | Атина                         | 28. јануар 2000.   | 37° 59′ 35″ С; 23° 45′ 49″ И / 37.993030° С; 23.763530° И |
| Катехаки            | Κατεχάκη                   |       | Атина                         | 28. јануар 2000.   | 37° 59′ 36″ С; 23° 46′ 37″ И / 37.993445° С; 23.776965° И |
| Етники Амјна        | Εθνική Άμυνα               |       | - Атина - Папагос-Холаргос    | 28. јануар 2000.   | 37° 59′ 58″ С; 23° 47′ 05″ И / 37.999475° С; 23.784810° И |
| Холаргос            | Χολαργός                   |       | - Халандри - Папагос-Холаргос | 23. јул 2010.      | 38° 00′ 17″ С; 23° 47′ 40″ И / 38.004710° С; 23.794355° И |
| Номисматокопио      | Νομισματοκοπείο            |       | - Аја Параскеви - Халандри    | 2. септембар 2009. | 38° 00′ 34″ С; 23° 48′ 21″ И / 38.009425° С; 23.805970° И |
| Аја Параскеви       | Αγία Παρασκευή             |       | Халандри                      | 30. децембар 2010. | 38° 01′ 03″ С; 23° 48′ 46″ И / 38.017380° С; 23.812765° И |
| Халандри            | Χαλάνδρι                   |       | Халандри                      | 24. јул 2004.      | 38° 01′ 18″ С; 23° 49′ 16″ И / 38.021755° С; 23.821185° И |
| Дуксис Плакентијас  | Δουκίσσης Πλακεντίας       |       | Халандри                      | 24. јул 2004.      | 38° 01′ 26″ С; 23° 49′ 57″ И / 38.023965° С; 23.832545° И |
| Палини              | Παλλήνη                    |       | Палини                        | септембар 2006.    | 38° 00′ 18″ С; 23° 52′ 11″ И / 38.005100° С; 23.869825° И |
| Пеанија             | Παιανία - Κάντζα           |       | Пеанија                       | 10. јул 2006.      | 37° 59′ 04″ С; 23° 52′ 12″ И / 37.984485° С; 23.870020° И |
| Коропи              | Κορωπί                     |       | Коропи                        | 10. јул 2006.      | 37° 54′ 46″ С; 23° 53′ 45″ И / 37.912860° С; 23.895860° И |
| Аеродром Атина      | Διεθνής Αερολιμένας Αθηνών |       | Спата-Артемида                | 30. јул 2004.      | 37° 56′ 13″ С; 23° 56′ 41″ И / 37.936890° С; 23.944700° И |